# Archery Australia
Archery Australia (AA) est chargée d'organiser et de développer la pratique du tir à l'arc en Australie. Elle est affiliée à la World Archery et à l'Oceania Archery Confederation.

## Histoire
L'organisme a été fondé à Sydney le 17 janvier 1948 sous le nom de Archery Association of Australia. En 1993, elle a pris son nom actuel de Archery Australia. 

## Structure
L'Association était auparavant dirigée par un conseil composé de huit sociétés (Archery Society of NSW, Archery ACT, Archery Victoria, Archery Society of Tasmania, Archery South Australia, Archery Society of Western Australia, Archery Society of North Queensland and Archery Society of South Queensland). Les affaires courantes de l'association étaient gérées par un comité exécutif.
En 2001, le Conseil a radicalement changé la constitution. l'association comprend maintenant quatre membres élus et jusqu'à trois membres nommés. Les affaires courantes de l'association sont gérées par le directeur général, Jim Larven.